# 1165
| [ Edytuj tabelę ]                |                                                                 |
| Książę Małopolski                | - 1146 Bolesław IV Kędzierzawy 1173                             |
| Książę Wielkopolski              | - 1138 Mieszko III Stary 1177                                   |
| Król Angkoru                     | - 1160 Jaszowarman II 1165 - 1165 Tribhuwanaditjawarman 1177    |
| Król Anglii                      | - 1154 Henryk II 1189                                           |
| Król Aragonii i hrabia Barcelony | - 1164 Alfons II Aragoński 1196                                 |
| Książę Bawarii                   | - 1156 Henryk XII Lew 1180                                      |
| Margrabia Brandenburgii          | - 1144 Albrecht Niedźwiedź 1170                                 |
| Książę Burgundii                 | - 1162 Hugo III 1192                                            |
| Cesarz Bizancjum                 | - 1143 Manuel I Komnen 1180                                     |
| Cesarz Chin                      | - 1162 Song Xiaozong 1189                                       |
| Książę Czech                     | - 1140 Władysław II 1172                                        |
| Król Danii                       | - 1157 Waldemar I Wielki 1182                                   |
| Władca Egiptu                    | - 1160 Al-Adid 1171                                             |
| Król Francji                     | - 1137 Ludwik VII Młody 1180                                    |
| Król Gruzji                      | - 1156 Jerzy III 1184                                           |
| Hrabia Holandii                  | - 1157 Floris III 1190                                          |
| Cesarz Japonii                   | - 1158 Nijō 1165 - 1165 Rokujō 1168                             |
| Kalif                            | - 1160 Al-Mustandżid 1170                                       |
| Król Kastylii                    | - 1158 Alfons VIII Szlachetny 1214                              |
| Wielki książę Kijowa             | - 1159 Rościsław I Michał 1167                                  |
| Patriarcha Konstantynopola       | - 1156 Łukasz Chryzoberges 1169                                 |
| Władca Korei                     | - 1146 Ŭijong 1170                                              |
| Król Leónu                       | - 1157 Ferdynand II 1188                                        |
| Kalif Maroka                     | - 1163 Abu Jusuf I 1184                                         |
| Król Nawarry                     | - 1150 Sancho VI 1194                                           |
| Król Norwegii                    | - 1161 Magnus V 1184                                            |
| Hrabia Palatynatu                | - 1155 Konrad Hohenstauf 1195                                   |
| Papież                           | - 1159 Aleksander III 1181 - 1164 antypapież Paschalis III 1168 |
| Król Portugalii                  | - 1139 Alfons I 1185                                            |
| Sułtan Rumu                      | - 1156 Kilidż Arslan II 1192                                    |
| Książę Rusi halickiej            | - 1153 Jarosław Ośmiomysł 1187                                  |
| Cesarz Rzymski (niemiecki)       | - 1155 Fryderyk I Barbarossa 1190                               |
| Książę Saksonii                  | - 1142 Henryk Lew 1180                                          |
| Król Szkocji                     | - 1153 Malcolm IV 1165 - 1165 Wilhelm I 1214                    |
| Król Szwecji                     | - 1155 Karol Sverkersson 1167                                   |
| Doża Wenecji                     | - 1156 Vitale II Michiel 1172                                   |
| Król Węgier                      | - 1163 Stefan III 1172                                          |

Rok 1165 / MCLXV
stulecia: XI wiek ~
XII wiek ~
XIII wiek

lata: 1155 «
1160 «
1161 «
1162 «
1163 «
1164 «
1165
» 1166
» 1167
» 1168
» 1169
» 1170
» 1175

## Wydarzenia w Polsce
- Sfałszowany dokument potwierdza rzekome nadanie przez króla Bolesława Śmiałego w 1065 w Płocku zakonowi benedyktynów w Mogilnie na własność 23 miejscowości oraz dochody z ponad 20 grodów[1].

## Wydarzenia na świecie
- 9 grudnia – Wilhelm I Lew został królem Szkocji.
- 24 grudnia – Wilhelm I Lew został koronowany na króla Szkocji.
- Karol Wielki został kanonizowany przez cesarskiego antypapieża.

## Urodzili się
- 21 sierpnia – Filip II August, król Francji (zm. 1223)

## Zmarli
- 11 kwietnia – Stefan IV węgieski, król Węgier i Chorwacji (ur. ?)
- 18 czerwca – Elżbieta z Hesji, niemiecka benedyktynka, mistyczka, święta katolicka (ur. ok. 1129)
- 9 grudnia – Malcolm IV, król Szkocji (ur. 1142)
- data dzienna nieznana:
  - Trường Nguyên – wietnamski mistrz thiền ze szkoły vô ngôn thông (ur. 1110)